# Khalid ibn al-Walid
Khalid ibn al-Walid (arabisk: خالد بن الوليد) (født ca. 592 i Mekka, død 642 i Homs), også kendt som  Sayfu l-Lāhi l-Maslūl eller Sayfullah (Guds (dragne) sværd), var en sahaba, en af Profeten Muhammeds følgesvende og en af historiens mest succesfulde militære kommandanter.[kilde mangler] Han kommanderede Profeten Muhammed og Rashidun-kalifatets styrker mod Sassaniderne, Det Byzantiske Rige og deres allieredes talmæssigt overlegne styrker og besejrede dem i over et hundrede slag. Dermed formåede han at erobre det persiske Irak og det romerske Syria i løbet af blot tre år, fra 633 til 636. 
| Biografi | Spire Denne biografi er en spire som bør udbygges. Du er velkommen til at hjælpe Wikipedia ved at udvide den. |

1. ↑  Navnet er anført på engelsk og stammer fra Wikidata hvor navnet endnu ikke findes på dansk.
2. ↑  Navnet er anført på engelsk og stammer fra Wikidata hvor navnet endnu ikke findes på dansk.